# Asbecesta melanocephala
Asbecesta melanocephala là một loài bọ cánh cứng trong họ Chrysomelidae. Loài này được Jacoby miêu tả khoa học năm 1895.